# Eleições estaduais em Minas Gerais em 1962
As eleições estaduais em Minas Gerais em 1962 ocorreram em 7 de outubro como parte das eleições gerais em 22 estados e nos territórios federais do Amapá, Rondônia e Roraima. Foram eleitos nesse dia os senadores Benedito Valadares e Nogueira da Gama, além de 48 deputados federais e 82 deputados estaduais.
Formado em Odontologia pela Universidade Federal de Minas Gerais e advogado diplomado na Universidade Federal do Rio de Janeiro, Benedito Valadares não exerceu a primeira profissão. Nascido em Pará de Minas, dedicou-se ao magistério quando residia no Rio de Janeiro como professor e inspetor de alunos. Ao voltar à sua terra natal foi eleito vereador e a seguir deputado estadual em 1924. Às custas da Revolução de 1930 tornou-se prefeito de Pará de Minas ao ocupar o executivo municipal. Opositor da Revolução Constitucionalista de 1932, elegeu-se deputado federal um ano depois por via suplementar. Com a morte de Olegário Maciel foi escolhido interventor federal em Minas Gerais por Getúlio Vargas em 15 de dezembro de 1933 e manteve o cargo ao ser eleito governador constitucional por via indireta em 1935, retornando à condição de interventor em 1937 com a imposição do Estado Novo. Responsável pela estreia de Juscelino Kubitschek na vida política ao nomeá-lo chefe da Casa Civil, integrou a primeira executiva nacional do PSD sendo eleito deputado federal em 1945. Signatário da Constituição de 1946, perdeu a eleição para senador em 1947 sendo reeleito para a Câmara dos Deputados em 1950 e venceu as eleições para senador em 1954 e 1962.
Sobre o advogado Nogueira da Gama têm-se que o mesmo nasceu em Cataguases e formou-se advogado na Universidade Federal do Rio de Janeiro. Procurador interino no Rio de Janeiro, trabalhou no Banco do Brasil antes de iniciar sua vida pública. Membro do PTB, foi chefe de gabinete de Osvaldo Aranha quando este era ministro da Fazenda no segundo governo Getúlio Vargas. Membro da Caixa de Mobilização Bancária e do Conselho Nacional do Petróleo, foi também jornalista e professor antes de eleger-se deputado federal em 1954 e 1958. Por causa da morte de Lima Guimarães, disputou, com sucesso, um mandato de senador em 1960 e para o qual foi eleito em 1962.

## Resultado da eleição para senador
Segundo o Tribunal Superior Eleitoral houve 2.009.382 votos nominais.
| Candidatos a senador da República | Primeiro suplente de senador    | Número | Coligação           | Votação | Percentual |
| --------------------------------- | ------------------------------- | ------ | ------------------- | ------- | ---------- |
| Benedito Valadares PSD            | Ovídio de Abreu PSD             | -      | PSD (sem coligação) | 454.842 | 22,64%     |
| Nogueira da Gama PTB              | Walter Athayde PTB              | -      | PTB, PSP, PSB       | 441.546 | 21,97%     |
| Osvaldo Pieruccetti UDN           | Paulo Gomes Guimarães UDN       | -      | UDN (sem coligação) | 379.304 | 18,88%     |
| Tristão da Cunha PR               | Artur Bernardes Neto PR         | -      | PR (sem coligação)  | 183.565 | 9,13%      |
| Pedro Gomes de Oliveira PRT       | Amador de Barros Moreira PRT    | -      | PRT (sem coligação) | 159.377 | 7,93%      |
| Josafá Macedo PSP                 | Orlando Moreira Torres PSP      | -      | PSP (sem coligação) | 153.741 | 7,65%      |
| Carlos Tavares PDC                | Waldemar de Magalhães Lopes PDC | -      | PDC (sem coligação) | 125.315 | 6,24%      |
| Vasconcelos Costa PL              | João Garcia PL                  | -      | PL (sem coligação)  | 111.692 | 5,56%      |

## Deputados federais eleitos
São relacionados os candidatos eleitos com informações complementares da Câmara dos Deputados.

Representação eleita
  PSD: 21
  UDN: 16
  PTB: 6
  PR: 4
  PSP: 1

Fonteː
| Deputados federais eleitos | Partido | Votação | Percentual | Cidade onde nasceu         | Unidade federativa |
| Paes de Almeida            | PSD     | 80.057  |            | Estrela do Sul             | Minas Gerais       |
| Tancredo Neves             | PSD     | 58.090  |            | São João del-Rei           | Minas Gerais       |
| Pedro Vidigal              | PSD     | 49.599  |            | Presidente Bernardes       | Minas Gerais       |
| Gilberto Faria             | PSD     | 45.548  |            | Belo Horizonte             | Minas Gerais       |
| Amintas de Barros          | PSD     | 41.834  |            | Carangola                  | Minas Gerais       |
| Oscar Dias Correia         | UDN     | 39.873  |            | Itaúna                     | Minas Gerais       |
| Rondon Pacheco             | UDN     | 37.834  |            | Uberlândia                 | Minas Gerais       |
| San Tiago Dantas           | PTB     | 35.809  |            | Rio de Janeiro             | Rio de Janeiro     |
| Dnar Mendes                | UDN     | 34.329  |            | Rio Pomba                  | Minas Gerais       |
| José Aparecido             | UDN     | 34.318  |            | São Sebastião do Rio Preto | Minas Gerais       |
| Olavo Bilac Pinto          | UDN     | 33.973  |            | Santa Rita do Sapucaí      | Minas Gerais       |
| Simão da Cunha             | UDN     | 32.999  |            | Abaeté                     | Minas Gerais       |
| Ultimo de Carvalho         | PSD     | 32.650  |            | Juiz de Fora               | Minas Gerais       |
| Elias Carmo                | UDN     | 31.185  |            | Amparo da Serra            | Minas Gerais       |
| Guilhermino de Oliveira    | PSD     | 30.321  |            | Belo Horizonte             | Minas Gerais       |
| Manoel Taveira             | UDN     | 29.624  |            | Alfenas                    | Minas Gerais       |
| Pedro Aleixo               | UDN     | 29.166  |            | Mariana                    | Minas Gerais       |
| José Bonifácio             | UDN     | 28.996  |            | Barbacena                  | Minas Gerais       |
| Francelino Pereira         | UDN     | 27.366  |            | Angical do Piauí           | Piauí              |
| Pinheiro Chagas            | PSD     | 27.294  |            | Oliveira                   | Minas Gerais       |
| Abel Rafael Pinto          | PSD     | 27.291  |            | Paraíba do Sul             | Rio de Janeiro     |
| Monteiro de Castro         | UDN     | 27.200  |            | Sabará                     | Minas Gerais       |
| Manoel de Almeida          | PSD     | 26.975  |            | Januária                   | Minas Gerais       |
| Renato Azeredo             | PSD     | 26.900  |            | Sete Lagoas                | Minas Gerais       |
| Celso Passos               | UDN     | 26.763  |            | Itapecerica                | Minas Gerais       |
| Ormeu Botelho              | UDN     | 26.592  |            | Leopoldina                 | Minas Gerais       |
| Guilherme Machado          | UDN     | 24.768  |            | Guanhães                   | Minas Gerais       |
| Maurício de Andrade        | PSD     | 23.723  |            | Lavras                     | Minas Gerais       |
| Aécio Cunha                | PR      | 21.931  |            | Teófilo Otoni              | Minas Gerais       |
| Ozanam Coelho              | PSD     | 21.264  |            | Ubá                        | Minas Gerais       |
| Carlos Murilo              | PSD     | 20.626  |            | Diamantina                 | Minas Gerais       |
| Milton Reis                | PTB     | 20.575  |            | Congonhal                  | Minas Gerais       |
| Nogueira de Rezende        | PR      | 20.052  |            | Conselheiro Lafaiete       | Minas Gerais       |
| Walter Passos              | PR      | 19.413  |            | Sabará                     | Minas Gerais       |
| Teófilo Pires              | PR      | 19.157  |            | Coração de Jesus           | Minas Gerais       |
| Paulo Freire               | PTB     | 19.035  |            | Riachão do Dantas          | Sergipe            |
| Antônio Luciano            | PSD     | 19.000  |            | São Gotardo                | Minas Gerais       |
| José Maria Alkimin         | PSD     | 18.882  |            | Bocaiuva                   | Minas Gerais       |
| Ovídio de Abreu            | PSD     | 18.422  |            | Pará de Minas              | Minas Gerais       |
| Geraldo Freire             | UDN     | 18.292  |            | Boa Esperança              | Minas Gerais       |
| Gustavo Capanema           | PSD     | 18.280  |            | Pitangui                   | Minas Gerais       |
| Olavo Costa                | PSD     | 17.946  |            | Barra do Piraí             | Rio de Janeiro     |
| Bias Fortes                | PSD     | 17.676  |            | Barbacena                  | Minas Gerais       |
| Bento Gonçalves            | PSP     | 17.014  |            | Matozinhos                 | Minas Gerais       |
| Jaeder Albergaria          | PSD     | 16.021  |            | Caratinga                  | Minas Gerais       |
| Austregésilo de Mendonça   | PTB     | 15.839  |            | São José de Ubá            | Rio de Janeiro     |
| João Herculino             | PTB     | 14.657  |            | Sete Lagoas                | Minas Gerais       |
| José de Souza Nobre        | PTB     | 13.856  |            | Caetité                    | Bahia              |

## Deputados estaduais eleitos
Foram escolhidos 82 deputados estaduais para a Assembleia Legislativa de Minas Gerais.

Representação eleita
  UDN: 26
  PSD: 18
  PTB: 12
  PR: 10
  PSP: 9
  PL: 3
  PDC: 2
  PRP: 2

Fonteː
| Deputados estaduais eleitos | Partido | Votação | Percentual | Cidade onde nasceu      | Unidade federativa |
| Delson Scarano              | PSD     | 16.589  |            | São Tomás de Aquino     | Minas Gerais       |
| João Batista Miranda        | UDN     | 16.512  |            | Lajinha                 | Minas Gerais       |
| José Maria Magalhães        | UDN     | 16.155  |            | Serro                   | Minas Gerais       |
| Maria Pena                  | PTB     | 15.625  |            | Piumhi                  | Minas Gerais       |
| Bonifácio de Andrada        | UDN     | 15.449  |            | Barbacena               | Minas Gerais       |
| Walthon Goulart             | UDN     | 15.171  |            | Muriaé                  | Minas Gerais       |
| Jorge Vargas                | UDN     | 15.028  |            | Paracatu                | Minas Gerais       |
| Altair Chagas               | UDN     | 14.735  |            | Inhapim                 | Minas Gerais       |
| Sebastião Nascimento        | UDN     | 14.496  |            | Patrocínio              | Minas Gerais       |
| Clodesmidt Riani            | PTB     | 14.328  |            | Rio Casca               | Minas Gerais       |
| Aureliano Chaves            | UDN     | 14.135  |            | Três Pontas             | Minas Gerais       |
| Pio Canedo                  | PSD     | 14.060  |            | Muriaé                  | Minas Gerais       |
| Murilo Badaró               | PSD     | 13.801  |            | Minas Novas             | Minas Gerais       |
| Hilo Andrade                | PSD     | 13.712  |            |                         |                    |
| Euclides Cintra             | PTB     | 13.709  |            |                         |                    |
| Leão Borges                 | PSD     | 13.652  |            |                         |                    |
| Carlos Eloy                 | UDN     | 13.154  |            | Pompéu                  | Minas Gerais       |
| Melo Freire                 | UDN     | 13.124  |            | Passos                  | Minas Gerais       |
| José Augusto                | PSD     | 13.067  |            | Caeté                   | Minas Gerais       |
| Augusto Zenun               | UDN     | 13.035  |            |                         |                    |
| Dermeval Pimenta Filho      | PTB     | 12.570  |            |                         |                    |
| Gilberto Almeida            | PSD     | 12.193  |            |                         |                    |
| Hélio Garcia                | UDN     | 12.088  |            | Santo Antônio do Amparo | Minas Gerais       |
| Oliveira Souza              | PSD     | 12.079  |            | Bicas                   | Minas Gerais       |
| Rafael Caio                 | UDN     | 12.063  |            | Guanhães                | Minas Gerais       |
| Jairo Magalhães             | PSD     | 12.014  |            | Serro                   | Minas Gerais       |
| Manoel Costa                | PSD     | 11.810  |            | Capivari                | São Paulo          |
| José Hugo Castelo Branco    | PTB     | 11.781  |            | Lavras                  | Minas Gerais       |
| Raimundo Albergaria         | PSD     | 11.745  |            |                         |                    |
| Hugo Aguiar                 | PSD     | 11.723  |            |                         |                    |
| João Bello                  | PR      | 11.684  |            | Porciúncula             | Rio de Janeiro     |
| Sinval Boaventura           | UDN     | 11.566  |            | Rio Paranaíba           | Minas Gerais       |
| Jarbas Medeiros             | PR      | 11.346  |            | São Gonçalo do Sapucaí  | Minas Gerais       |
| Orlando de Andrade          | PSD     | 11.165  |            |                         |                    |
| Ataliba Mendes              | UDN     | 11.123  |            |                         |                    |
| Florivaldo Dias             | UDN     | 11.052  |            |                         |                    |
| João Navarro                | PTB     | 11.019  |            |                         |                    |
| Expedito Tavares            | UDN     | 10.992  |            | Córrego Danta           | Minas Gerais       |
| Sinval Bambirra             | PTB     | 10.953  |            | Betim                   | Minas Gerais       |
| Wilson Modesto              | PTB     | 10.743  |            |                         |                    |
| Feliciano Pena              | PTB     | 10.556  |            | Santa Maria de Itabira  | Minas Gerais       |
| Sebastião Anastácio         | PSD     | 10.540  |            |                         |                    |
| Otelino Sol                 | PSD     | 10.480  |            |                         |                    |
| Cláudio Pinheiro de Lima    | PSD     | 10.305  |            |                         |                    |
| João Vaz                    | UDN     | 10.239  |            |                         |                    |
| Athos Vieira de Andrade     | PR      | 10.209  |            | Itanhomi                | Minas Gerais       |
| Homero Santos               | PSD     | 10.141  |            | Uberlândia              | Minas Gerais       |
| Horta Pereira               | UDN     | 10.121  |            | Belo Horizonte          | Minas Gerais       |
| Lourival Brasil             | PSD     | 10.093  |            | Estrela do Sul          | Minas Gerais       |
| Mário Hugo Ladeira          | PR      | 9.992   |            | Rio Novo                | Minas Gerais       |
| Marta Nair Monteiro         | PDC     | 9.534   |            | Candeias                | Minas Gerais       |
| Gerardo Grossi              | UDN     | 9.469   |            |                         |                    |
| Salim Nacur                 | PTB     | 9.447   |            |                         |                    |
| Wilson de Paiva             | PSP     | 9.346   |            |                         |                    |
| Artur Fagundes              | PR      | 9.218   |            | Montes Claros           | Minas Gerais       |
| Alvimar Mourão              | UDN     | 9.105   |            | Perdigão                | Minas Gerais       |
| Geraldo Quintão             | PSP     | 9.057   |            | Jaguaraçu               | Minas Gerais       |
| Daniel de Barros            | PTB     | 8.890   |            |                         |                    |
| Pereira de Almeida          | UDN     | 8.883   |            |                         |                    |
| Martins Silveira            | UDN     | 8.704   |            |                         |                    |
| Waldomiro Lobo              | PTB     | 8.658   |            |                         |                    |
| Domingos Jório              | UDN     | 8.478   |            |                         |                    |
| Wilson Chaves               | PL      | 8.287   |            |                         |                    |
| Paulino Cícero              | PSP     | 8.270   |            | São Domingos do Prata   | Minas Gerais       |
| Euler Lafetá                | UDN     | 7.799   |            |                         |                    |
| Valdir Melgaço              | UDN     | 7.538   |            | Pequi                   | Minas Gerais       |
| Luiz Junqueira              | PSP     | 7.532   |            |                         |                    |
| Agostinho Campos Neto       | PR      | 7.496   |            |                         |                    |
| Lúcio de Souza Cruz         | PR      | 7.388   |            | Curvelo                 | Minas Gerais       |
| Reni Rabelo                 | PSP     | 7.223   |            |                         |                    |
| Gomes Moreira               | PSP     | 7.195   |            |                         |                    |
| Jorge Ferraz                | PR      | 6.924   |            | Belo Horizonte          | Minas Gerais       |
| Ulysses Escobar             | PR      | 6.905   |            |                         |                    |
| Jorge Carone                | PR      | 6.805   |            | Visconde do Rio Branco  | Minas Gerais       |
| Aníbal Teixeira             | PRP     | 6.358   |            | Belo Horizonte          | Minas Gerais       |
| Navarro Vieira              | PRP     | 6.340   |            | Botelhos                | Minas Gerais       |
| Sousa e Silva               | PSP     | 6.099   |            |                         |                    |
| Raul Fernandes              | PSP     | 5.753   |            | Senador Firmino         | Minas Gerais       |
| Gomes Pimenta               | PDC     | 5.662   |            |                         |                    |
| Luiz Fernando Azevedo       | PSP     | 5.525   |            |                         |                    |
| Pinto Coelho                | PL      | 4.968   |            |                         |                    |
| Waldir Morato               | PL      | 4.603   |            | Morada Nova de Minas    | Minas Gerais       |